# Aridez

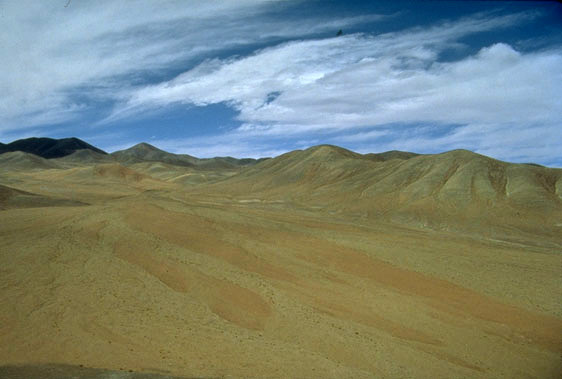
Desierto de Atacama, el más árido del mundo, ubicado en la zona norte de Chile.

La aridez es un fenómeno climático de largo plazo que representa un déficit pluviométrico permanente, siendo definido usualmente en términos de baja precipitación promedio o baja disponibilidad de agua. Está ligado a otras condiciones climáticas específicas, como temperaturas elevadas, baja humedad de aire y fuerte evaporación.
Es importante diferenciar la aridez de los términos sequía y desertificación, los cuales se suelen confundir pero representan fenómenos distintos. Mientras la aridez corresponde a un fenómeno climático de largo plazo, la sequía corresponde a un fenómeno climático de corto plazo, resultado de un déficit pluviométrico temporal con relación a la precipitación normal. De esta forma, la sequía es percibida como un hecho incidental, mientras que la aridez se vuelve característica de una zona geográfica. Por otro lado, la desertificación corresponde a un proceso de degradación de la tierra en zonas áridas, semiáridas y subhúmedas secas, derivada fundamentalmente de los efectos negativos de diversos factores, tales como las variaciones climáticas y las actividades humanas.

## Características
Un suelo húmedo enriquece el aire en humedad, y un aire húmedo alimenta con agua el suelo. En aquellas zonas donde reina un anticiclón o donde un sistema montañoso o cualquier otra causa impiden el acceso de aire húmedo sobre un suelo carente de agua, se establece un clima árido: como este es desfavorable a la vida vegetal, la ausencia de plantas no hace sino que agravar la aridez. Geomorfológicamente, la aridez engendra formas características de relieve, como son los pedimentos y los glacis o rampas de erosión, las sebjas y otras depresiones cerradas, los pedregales y los desiertos cubiertos de dunas.

## Formación de aridez

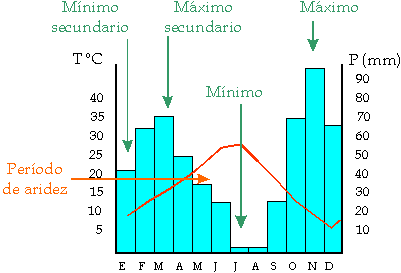
Reflejo de la aridez en un climograma.

Los anticiclones constituyen la causa principal de aridez, porque determinan un tiempo estable y seco, y porque desvían fuera de sus propios límites las corrientes de aire húmedo, como ocurre tanto el las banquisas polares como en los desiertos cálidos. En otros casos, como ocurre en Somalía, la aridez se debe al hecho de que las corrientes de aire húmedo de origen marítimo son paralelas a costas montañosas y no pueden entonces, penetrar en las tierras para beneficiarlas con su humedad. La aridez puede ser también la consecuencia de una deshidratación del aire marítimo al cruzar una cordillera transversal interpuesta entre el océano y las regiones del interior. A ese fenómeno se deben las regiones áridas de Nuevo México y Texas.
En otras partes, como en los Andes, las altiplanicies penetran en el seno de capas atmosféricas exentas de humedad. Ciertos desiertos, como los de la región del Caspio, se deben simplemente a la distancia considerable que media entre esta zona y los océanos generadores de humedad: el aire marítimo tiene entonces múltiples ocasiones de perder su humedad durante el largo recorrido. Los principales desiertos costeros (California, Atacama y Kalahari) se han formado gracias a las corrientes marítimas frías que circulan a lo largo de las costas. En esas aguas, la evaporación no es muy intensa por su baja temperatura. 
La mayoría de las veces, la aridez resulta de la combinación de varios factores, como los señalados arriba. En general, se agrega el hecho de que cuanto más baja es la latitud, más perpendiculares son los rayos solares y más intensa la evaporación. De ahí que las principales zonas áridas estén en lugares subtropicales: Sahara y Arabia en el norte, y Kalahari y Australia en el sur.

## Clasificación de la aridez de Knoche
El índice de aridez de Knoche se expresa por el valor de Ik
Ik = n*P / (100 * (T +10))
Donde: 

T = Temperatura anual en °C

P = Precipitación anual en mm

n = Número de días de lluvia en el año
Aridez:
- Extrema si 0 < Ik < 25
- Severa  si 25 < Ik < 50
- Normal  si 50 < Ik < 75
- Moderada si 75 < Ik < 100
- Pequeña si 100 < Ik

## Clasificación de la aridez de Martonne
Su valor se calcula mediante la fórmula I=P/(T+10) a partir de los datos obtenidos de los climogramas (siendo T la temperatura media anual y P la cantidad total anual de agua caída en mm). Según este índice, se clasificará cada lugar geográfico atendiendo a su grado de aridez.
+30-húmeda

20-30 Semiárida

10-20 Árida o esteparia

5-10 Subdesértica

0-5 Desértica